# Getal van Archimedes
Het getal van Archimedes (Ar) is een dimensieloos getal dat de verhouding weergeeft tussen opwaartse (of neerwaartse) kracht ten gevolge van dichtheidsverschil en viskeuze kracht, bijvoorbeeld in een systeem dat bestaat uit korreltjes vast materiaal in een gas- of vloeistofstroming.
In het regime waar {\displaystyle \mathrm {Ar} \gg 1} domineert de opwaartse kracht ten gevolge van het dichtheidsverschil en vindt natuurlijke convectie plaats: dichtere materie daalt en minder dichte materie stijgt, waarbij een eventuele opgelegde stroming daarop een relatief klein effect heeft. Voor {\displaystyle \mathrm {Ar} \ll 1} domineert de viskeuze kracht, en vindt geforceerde convectie plaats: het transport is vooral het gevolg van een opgelegde stroming.
Het getal is genoemd naar de Griekse wijsgeer Archimedes van Syracuse (287-212 v.Chr.), bekend van de Wet van Archimedes.

## Definitie
Het getal kan dan worden gedefinieerd als
{\displaystyle \mathrm {Ar} ={\frac {\rho _{\mathrm {f} }\cdot g\cdot L^{3}}{\eta ^{2}}}\cdot (\rho _{\mathrm {s} }-\rho _{\mathrm {f} })}.
Daarin is:
{\displaystyle \rho _{\mathrm {s} }} de dichtheid van de vaste stof [kg m−3]
{\displaystyle \rho _{\mathrm {f} }} de dichtheid van het fluïdum (gas of vloeistof) [kg m−3]
{\displaystyle g} de zwaartekrachtsversnelling [m s−2]
{\displaystyle L} de karakteristieke lengte [m]
{\displaystyle \eta _{\mathrm {f} }} de dynamische viscositeit van het fluïdum [kg m−1 s−1]

### Alternatieve definitie
Een alternatieve maar volledig equivalente vorm is:
{\displaystyle \mathrm {Ar} ={\frac {g\cdot L^{3}\cdot R_{\mathrm {sd} }}{\nu _{\mathrm {f} }^{2}}}},
met daarin
{\displaystyle g} de zwaartekrachtsversnelling [m s−2]
{\displaystyle L} de karakteristieke lengte [m]
{\displaystyle R_{\mathrm {sd} }} de dimensieloze relative submerged density, gedefinieerd als {\displaystyle R_{\mathrm {sd} }=(\rho _{\mathrm {s} }-\rho _{\mathrm {f} })/\rho _{\mathrm {f} }} met opnieuw {\displaystyle \rho _{\mathrm {s} }} de dichtheid van de vaste stof [kg m−3] en {\displaystyle \rho _{\mathrm {f} }} de dichtheid van het fluïdum (gas of vloeistof) [kg m−3]
{\displaystyle \nu _{\mathrm {f} }} de kinematische viscositeit van het fluïdum [m2 s−1], gedefinieerd als {\displaystyle \nu _{\mathrm {f} }=\eta _{\mathrm {f} }/\rho _{\mathrm {f} }}, dus de dynamische viscositeit van het fluïdum gedeeld door de dichtheid.

## Toepassingen

### Fluïdisatie
Het getal is onder meer relevant in de beschrijving van fluïdisatie: bij een hoog archimedesgetal vindt geen fluïdisatie plaats; bij een laag archimedesgetal fluïdiseert een granulaat onder invloed van een opgelegde stroming van een gas of vloeistof. Typisch is men dan geïnteresseerd in de minimale snelheid die het medium moet hebben om fluïdisatie te laten plaatsvinden.

### Ventilatie
Een andere toepassing vindt men in de beschrijving van luchtstromingen in gebouwen, in combinatie met (natuurlijke of kunstmatige) koeling of verwarming. In dat geval zijn beide 'fasen' gasvormig, en is het dichtheidsverschil een gevolg van een temperatuurverschil van de lucht. Men kan dan een archimedesgetal definiëren als
{\displaystyle \mathrm {Ar} ={\frac {g\cdot \beta \cdot \Delta T\cdot L}{u^{2}}}}
Daarin is:
{\displaystyle g} de zwaartekrachtsversnelling [m s−2]
{\displaystyle \beta } de volumetrische uitzettingscoëfficiënt van de lucht bij de (gemiddelde) gegeven temperatuur [K−1]
{\displaystyle \Delta T} het temperatuurverschil tussen de luchtinlaat en het koudste (of heetste) punt op de wanden van de ruimte [K]
{\displaystyle L} een typische lengte (bijvoorbeeld het hoogteverschil tussen luchtinlaat en -uitlaat) [m]
{\displaystyle u} de (gemiddelde) snelheid van de lucht ter hoogte van de inlaat [m s−1].
(Hierbij is de kinematische viscositeit dus vervangen door de snelheid maal een typische lengte, wat dezelfde dimensie heeft.)
De definitie van {\displaystyle \Delta T} betekent dat bij koeling geldt dat {\displaystyle \mathrm {Ar} <0}, en bij verwarming {\displaystyle \mathrm {Ar} >0}. Het is nu de absolute waarde van {\displaystyle \mathrm {Ar} } die het stromingsregime bepaalt. Voor hoog absoluut archimedesgetal {\displaystyle \left|\mathrm {Ar} \right|\gg 1} zal dan natuurlijke convectie plaatsvinden. Dit kan dus optreden bij voldoende grote temperatuurverschillen. Bij {\displaystyle \left|\mathrm {Ar} \right|\ll 1} zal veel minder convectie plaatsvinden.
Als de ventilatie dan bestaat uit een stroom koude lucht die nabij het plafond wordt ingeblazen, kan het bij een hoog archimedesgetal gebeuren dat de koude luchtstroom als het ware meteen op de grond valt, zodat de koeling (veel) minder efficiënt is.